# Amfreville-les-Champs, Seine-Maritime
Amfreville-les-Champs är en kommun i departementet Seine-Maritime i regionen Normandie i norra Frankrike. Kommunen ligger i kantonen Doudeville som tillhör arrondissementet Rouen. År 2022 hade Amfreville-les-Champs 190 invånare.

## Befolkningsutveckling
Antalet invånare i kommunen Amfreville-les-Champs
| Referens: INSEE |